# Hatten (Bas-Rhin)
Hatten ist eine französische Gemeinde mit 1904 Einwohnern (Stand 1. Januar 2021) im Département Bas-Rhin in der Region Grand Est (bis 2015 Elsass) zwischen Wissembourg und Hagenau.

## Geschichte

### Mittelalter
Das Dorf gehörte zunächst zur Landgrafschaft Elsass und lag im Hattgau. 1332 kauften die Herren von Lichtenberg es zusammen mit einer Reihe weiterer Dörfer und Rechte. Es war ein Reichslehen, das sie dem Amt Hatten (auch: Hattgau) zuordneten. Das Amt Hatten bildete sich im 14. Jahrhundert heraus und war ein Amt der Herrschaft Lichtenberg, ab 1480 der Grafschaft Hanau-Lichtenberg, von der es 1736 auf die Landgrafschaft Hessen-Darmstadt überging. Die Burg Hatten wurde vor 1354 von den Lichtenbergern errichtet. Sie war der Kurpfalz von den Lichtenbergern übergeben und als Lehen zurückempfangen worden.
Die ortsansässigen Bauern verstanden sich als freie Bauern. Sie hatten so keinen Bedarf, städtische Freiheiten verliehen zu bekommen, sie waren ja schon frei. Deshalb erhielt Hatten auch – im Gegensatz zu anderen größeren Orten der Herrschaft Lichtenberg – nie Stadtrecht verliehen.
Anna von Lichtenberg (* 1442; † 1474), eine der beiden Erbtöchter Ludwig V., heiratete 1458 den Grafen Philipp I. den Älteren von Hanau-Babenhausen (* 1417; † 1480), der eine kleine Sekundogenitur aus dem Bestand der Grafschaft Hanau erhalten hatte, um sie heiraten zu können. Durch die Heirat entstand die Grafschaft Hanau-Lichtenberg. Nach dem Tod des letzten Lichtenbergers, Graf Jakob, eines Onkels von Anna, erhielt Philipp I. d. Ä. 1480 die Hälfte der Herrschaft Lichtenberg. Dazu zählten auch Hatten.

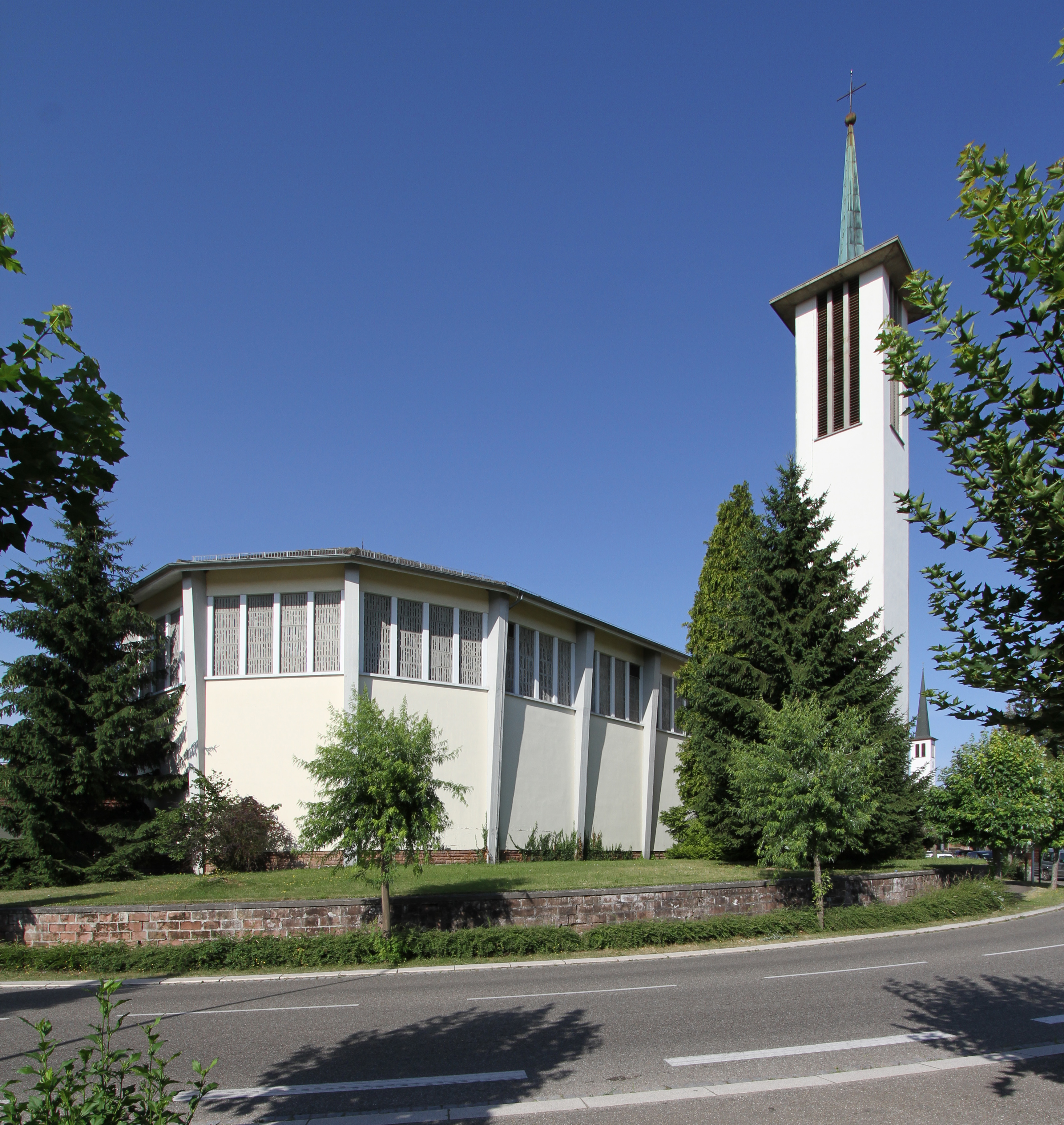
Kirche Saint-Michel in Hatten

### Neuzeit
Graf Philipp IV. von Hanau-Lichtenberg (1514–1590) führte nach seinem Regierungsantritt 1538 die Reformation in seiner Grafschaft konsequent durch, die nun lutherisch wurde.
Durch die Reunionspolitik Frankreichs fielen um 1680 die im Elsass gelegenen Teile der Grafschaft Hanau-Lichtenberg unter die Oberhoheit Frankreichs, so auch das Amt Hatten und Hatten.
1736 starb mit Graf Johann Reinhard III. der letzte männliche Vertreter des Hauses Hanau. Aufgrund der Ehe seiner einzigen Tochter, Charlotte (* 1700; † 1726), mit dem Erbprinzen Ludwig (VIII.) (* 1691; † 1768) von Hessen-Darmstadt fiel die Grafschaft Hanau-Lichtenberg nach dort. Als Folge der Französischen Revolution fiel dann der linksrheinische Teil der Grafschaft Hanau-Lichtenberg – und damit auch Hatten – an Frankreich. Von 1871 bis zum Ende des Ersten Weltkrieges gehörte die Gemeinde als Teil des Reichslandes Elsaß-Lothringen zum Deutschen Reich und war dem Kreis Weißenburg im Bezirk Unterelsaß zugeordnet.
Nach der Besetzung durch die Wehrmacht wurden 1940 die letzten jüdischen Einwohner ins Internierungslager Gurs deportiert. Hatten war Teil der Maginot-Linie und wurde im Januar 1945 in der Endphase des Zweiten Weltkriegs während erbitterter Kämpfe (Unternehmen Nordwind) fast völlig zerstört. Bei den  Kämpfen zwischen deutschen und amerikanischen Panzereinheiten kamen 2500 Soldaten sowie 83 Einwohner ums Leben. Ein Bunkermuseum und eine Gedenktafel im Ortskern an der Kirche zeugen von den verlustreichen Auseinandersetzungen.

### Bevölkerungsentwicklung

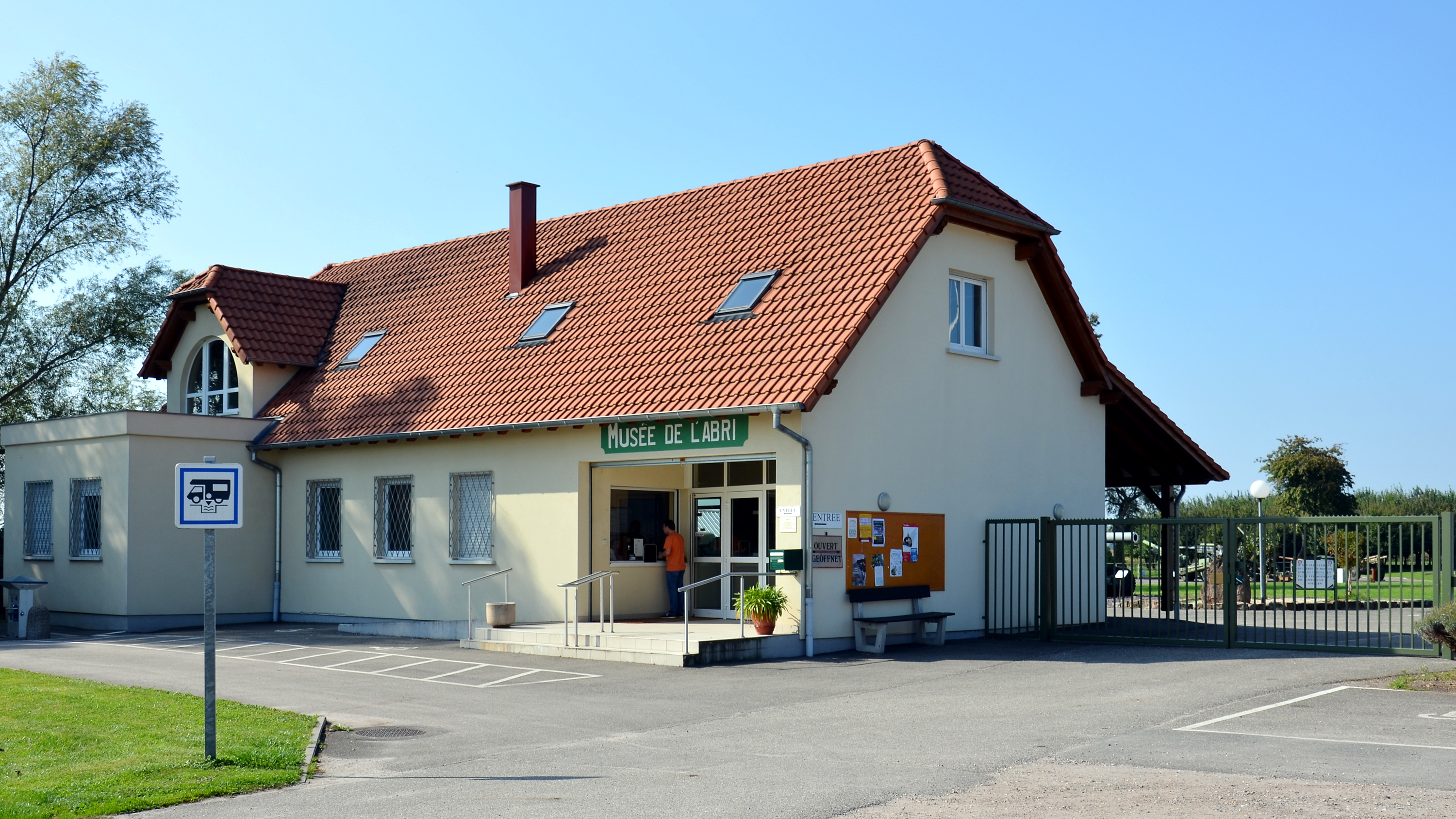
Großunterstandsmuseum in Hatten

| Jahr      | 1798 | 1910 | 1962 | 1968 | 1975 | 1982 | 1990 | 1999 | 2008 | 2016 |
| --------- | ---- | ---- | ---- | ---- | ---- | ---- | ---- | ---- | ---- | ---- |
| Einwohner | 1576 | 1598 | 1404 | 1513 | 1520 | 1658 | 1691 | 1789 | 1975 | 1921 |

## Bunkermuseum
In Hatten befindet sich auch ein kleines Großunterstandsmuseum (Museè de l'abri). Es ist in einem Großbunker eingerichtet, den das französische Militär 1930 als Defensivbauwerk gegen das deutsche Reich erbaute und der in den 1990er Jahren einem Freiwilligenverein zur Nutzung überlassen wurde. Das Museum ist nicht staatlich bezuschusst und finanziert sich aus Spenden und Eintrittsgeldern selbst, hauptsächlich von Schulklassen. Die Konzeption ist ungewöhnlich: es versteht sich als Museum gegen das Vergessen. Daher wurden von überall her Relikte aus dem Zweiten Weltkrieg zusammengetragen, auch aus Deutschland.

## Partnergemeinden
Hatten ist seit 1990 mit der Gemeinde Hatten in Niedersachsen verpartnert.

## Persönlichkeiten
- Alfred Wolf (1878–1949), liberaler Politiker
- Georg Wolf (1871–1951), liberaler Politiker und Journalist